# Putiatyńce
Putiatyńce (ukr. Путятинці) – wieś na Ukrainie w obwodzie iwanofrankiwskim (rejon iwanofrankiwski). Miejscowość liczy 1 018 mieszkańców.
Znajduje tu się przystanek kolejowy Putiatyńce, położony na linii Tarnopol – Stryj.

## Historia
W II Rzeczypospolitej Putiatyńce były miejscowością w gminie Rohatyn w powiecie rohatyńskim w województwie stanisławowskim. 
W latach 1943–1944 nacjonaliści ukraińscy z OUN-UPA zamordowali tutaj ok. 100 Polaków. 
Po II wojnie światowej miejscowość znalazła się w ZSRR.
Urodził się tu Mikołaj Świderski (ur. 26 września 1888, zm. 1940 w Kijowie) – major piechoty Wojska Polskiego, kawaler Orderu Virtuti Militari, ofiara zbrodni katyńskiej.